# Val-de-la-Hune
Val-de-la-Hune est une commune nouvelle française créée le 1er janvier 2025 dans le département de la Sarthe et la région Pays de la Loire grâce à la fusion des anciennes communes de Saint-Mars-de-Locquenay et de Volnay.

## Histoire
La commune est créée le 1er janvier 2025 à la suite d'un arrêté préfectoral du 24 septembre 2024 par la fusion des communes de Saint-Mars-de-Locquenay et de Volnay. Le chef-lieu de la commune nouvelle est fixé à la mairie de l'ancienne commune de Volnay.

## Politique et administration
Jusqu'aux prochaines élections municipales françaises de 2026, le conseil municipal de la commune nouvelle est constitué de l'ensemble des membres en exercice des conseils municipaux des deux communes fondatrices.

### Liste des maires
| Période | Période  | Identité | Étiquette | Qualité |
| ------- | -------- | -------- | --------- | ------- |
| 2025    | En cours |          |           |         |

### Communes déléguées
| Nom                     | Code Insee | Intercommunalité       | Superficie (km2) | Population (dernière pop. légale) | Densité (hab./km2) |
| ----------------------- | ---------- | ---------------------- | ---------------- | --------------------------------- | ------------------ |
| Volnay (siège)          | 72382      | CC Le Gesnois Bilurien | 19,84            | 971 (2022)                        | 49                 |
| Saint-Mars-de-Locquenay | 72298      | CC Le Gesnois Bilurien | 21,78            | 555 (2022)                        | 25                 |

## Population et société

### Démographie
L'évolution du nombre d'habitants est connue à travers les recensements de la population effectués dans la commune depuis sa création.

En 2022, la commune comptait 1 526 habitants.
| 2021  | 2022  |
| ----- | ----- |
| 1 524 | 1 526 |